# Mount González
Mount González ist ein 889 m hoher und markanter Berg im westantarktischen Marie-Byrd-Land. Er ragt 1,5 km östlich des Gebirgskamms Asman Ridge in den Sarnoff Mountains der Ford Ranges auf.
Kartiert wurde er von Teilnehmern der United States Antarctic Service Expedition (1939–1941) und vom United States Geological Survey anhand eigener Vermessungen und mithilfe von Luftaufnahmen der United States Navy zwischen 1959 und 1965. Das Advisory Committee on Antarctic Names benannte ihn 1970 nach dem chilenischen Geologen Oscar González-Ferrán, der von 1967 bis 1968 an Erkundungen des Marie-Byrd-Lands im Rahmen des United States Antarctic Program beteiligt war.